# Chun Wei Cheung
Chun Wei Cheung  est un rameur néerlandais né le 15 avril 1972 à Amsterdam (Pays-Bas) et mort le 14 octobre 2006 à Amsterdam. 

## Biographie
C'est le fils d'un Chinois de Hong Kong.
Lors des Jeux olympiques d'été de 2004 à Athènes, Chun Wei Cheung participe à l'épreuve de huit avec Michiel Bartman, Gijs Vermeulen, Jan-Willem Gabriëls, Daniël Mensch, Gerritjan Eggenkamp, Matthijs Vellenga, Geert-Jan Derksen et Diederik Simon et remporte la médaille d'argent. 
Il meurt en octobre 2006 d'un cancer, deux mois après avoir participé aux Championnats du monde d'aviron.

## Palmarès
- Jeux olympiques d'été de 2004 à Athènes
  -  Médaille d'argent en huit